# Доллабарат
Доллабарат (порт. Dollabarat) — риф, расположенный в 5 км к юго-юго-востоку от скал Формигаш на банке Формигаш в архипелаге Азорских островов. Название происходит от имени Пьера Доллабараца — баскского капитана судна «Мария де Себурре», разбившегося при столкновении с этим рифом 7 марта 1788 года. Доллабарат — часть «Заповедника скал Формигаш». Площадь острова — 35,42 км².
Самая высокая точка банки только на 3 м ниже уровня моря. Доллабарат — одна из более высоких частей банки Формигаш. Происхождение, как и остальных островов Азорского архипелага, вулканическое.
Риф сформировался на скалах, возникших при извержении подводного вулкана и состоящих из пористых бесформенных кусков застывшей лавы. Более глубокие части Доллабарата представляют собой нагромождения больших камней и холмистые равнины, заросшие ковром морских водорослей.
Учитывая небольшую глубину, риф представляет опасность для навигации (как и песчаные банки). Сильные течения, относительно большая глубина и присутствие акул делают подводное плавание трудным для незнакомых с подводным плаванием в открытых океанских акваториях.

## Фауна и флора
Морская фауна в окрестностях острова весьма разнообразна: несколько видов акул, морской голавль, манты, черепахи и дельфины. Наблюдается также атлантический гигантский групер (обычно на глубинах от 10 до 40 м).
Нижняя часть рифа полностью покрыта плотным ковром морских водорослей, преобладающими являются виды рода Цистозейра, морская водоросль.
На глубинах до 50 м обитают ламинарии.
Департамент океанографии и рыбного хозяйства Университета Азорских островах (Понта-Делгада) проводит наблюдения и исследования этих видов ежегодно во время научных экспедиций на скалы Формигаш.